# Турья Поляна
Ту́рья Поля́на (укр. Тур'я Поляна) — село в Турье-Реметовской сельской общине Ужгородского района Закарпатской области Украины.
Население по переписи 2001 года составляло 1455 человек. Почтовый индекс — 89232. Телефонный код — 3145. Занимает площадь 7,781 км². Код КОАТУУ — 2123286201.
В 12 км от села находится водопад Воеводин.